# Shaheed Ivy Rahman Poura Stadium
Le Shaheed Ivy Rahman Poura Stadium (en bengali : শহীদ আইভি রহমান পৌর ষ্টেডিয়াম), autrefois connu comme le Bhairab Stadium (en bengali : ভৈরব স্টেডিয়াম), est un stade de cricket et de football situé dans la ville de Bhairab, au Bangladesh,.

## Histoire
Situé sur la Stadium Rd, il a été construit en décembre 2017.